# Вороні (Столинський район)
Вороні (біл. Варані) — село в Білорусі, у Столинському районі Берестейської області. Орган місцевого самоврядування — Річицька сільська рада.

## Географія
Розташоване поблизу залізничної станції Горинь, за 7 км від Столина.

## Історія
У 1941—1944 роках німці спалили в селі 138 дворів і розстріляли 97 мешканців. За даними українського націоналістичного підпілля, у вересні 1942 року партизани вбили голову села, за що німці розстріляли 11 осіб.

## Населення
За переписом населення Білорусі 2009 року чисельність населення села становило 832 особи.